# Paredón 2.ª Sección (Álvaro Obregón)
Paredón 2.ª Sección (Álvaro Obregón) es una localidad del municipio de Huimanguillo ubicado en la subregión de la Chontalpa del estado mexicano de Tabasco.

## Geografía
La localidad de Paredón 2.ª Sección (Álvaro Obregón) se sitúa en las coordenadas geográficas 17°41′32″N 93°24′08″O / 17.692222, -93.402222, a una elevación de 30 metros sobre el nivel del mar.

## Demografía
Según el Conteo de Población y Vivienda 2020, efectuado por el Instituto Nacional de Estadística y Geografía, la localidad de Paredón 2.ª Sección (Álvaro Obregón) tiene 152 habitantes, de los cuales 72 son del sexo masculino y 80 del sexo femenino. Su tasa de fecundidad es de 2.91 hijos por mujer y tiene 43 viviendas particulares habitadas.
| Gráfica de evolución demográfica de Paredón 2.ª Sección (Álvaro Obregón) entre 1990 y 2020 |
|                                                                                            |
| INEGI.                                                                                     |